# Jazda polska w wojnie polsko-bolszewickiej
Jazda polska w wojnie polsko-bolszewickiej – organizacja i działania jazdy polskiej w okresie wojny polsko-bolszewickiej.

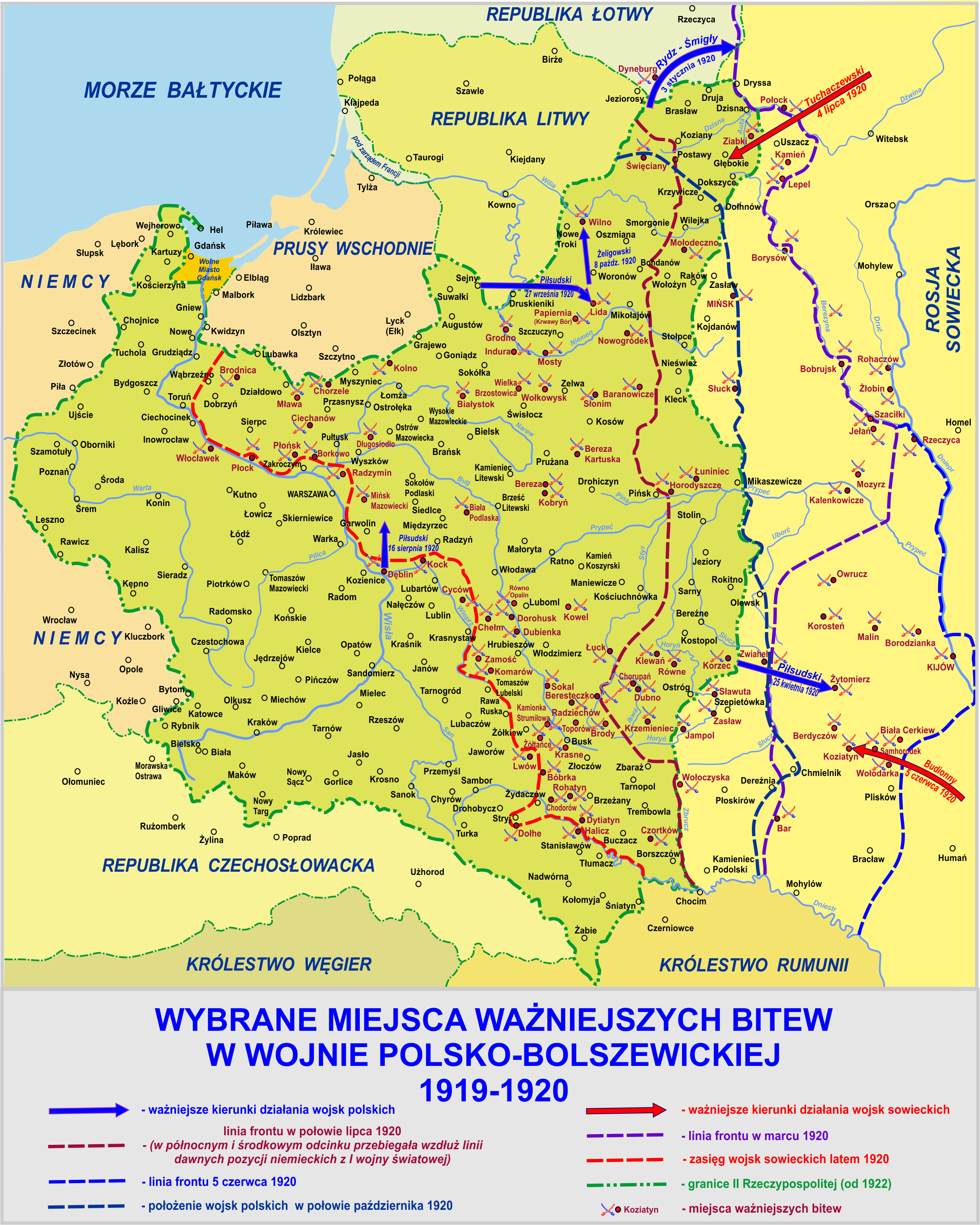

Społeczeństwo polskie uważało jazdę za narodową broń Polaków. Dlatego już w listopadzie 1918, na terenach wyzwolonych spod okupacji niemieckiej i austriackiej, zaczęły powstawać samorzutnie oddziały jazdy. Obok żołnierzy frontowych, zgłaszali się też ochotnicy nie posiadający żadnego przeszkolenia wojskowego. Szereg oddziałów powstało na zasadzie „skrzyknięcia się” znajomych z danego terenu.
Jazda zaliczana była do broni głównych. Obok jazdy samodzielnej od lutego 1919 przystąpiono do formowania oddziałów jazdy dywizyjnej.
Wczesną wiosną zdecydowano się na tworzenie Brygad Jazdy. Zaplanowano sformowanie pięciu brygad, ostatecznie zorganizowano dziewięć. W styczniu 1920 ujednolicono struktury jazdy. Wszystkie brygady miały składać się z 3 pułków jazdy i dywizjonu artylerii konnej. W połowie kwietnia polska jazda liczyła 20 500 żołnierzy. W operacjach przeciwko Armii Czerwonej jazdę łączono przejściowo w dywizje i grupy operacyjne. Z chwilą podpisania rozejmu z Rosją Sowiecką jazda polska liczyła czterdzieści pułków, wspieranych przez osiem dywizjonów artylerii konnej. Zdecydowana większość pułków zgrupowana była w dwóch dywizjach i czterech samodzielnych brygadach jazdy.

## Organa centralne kawalerii

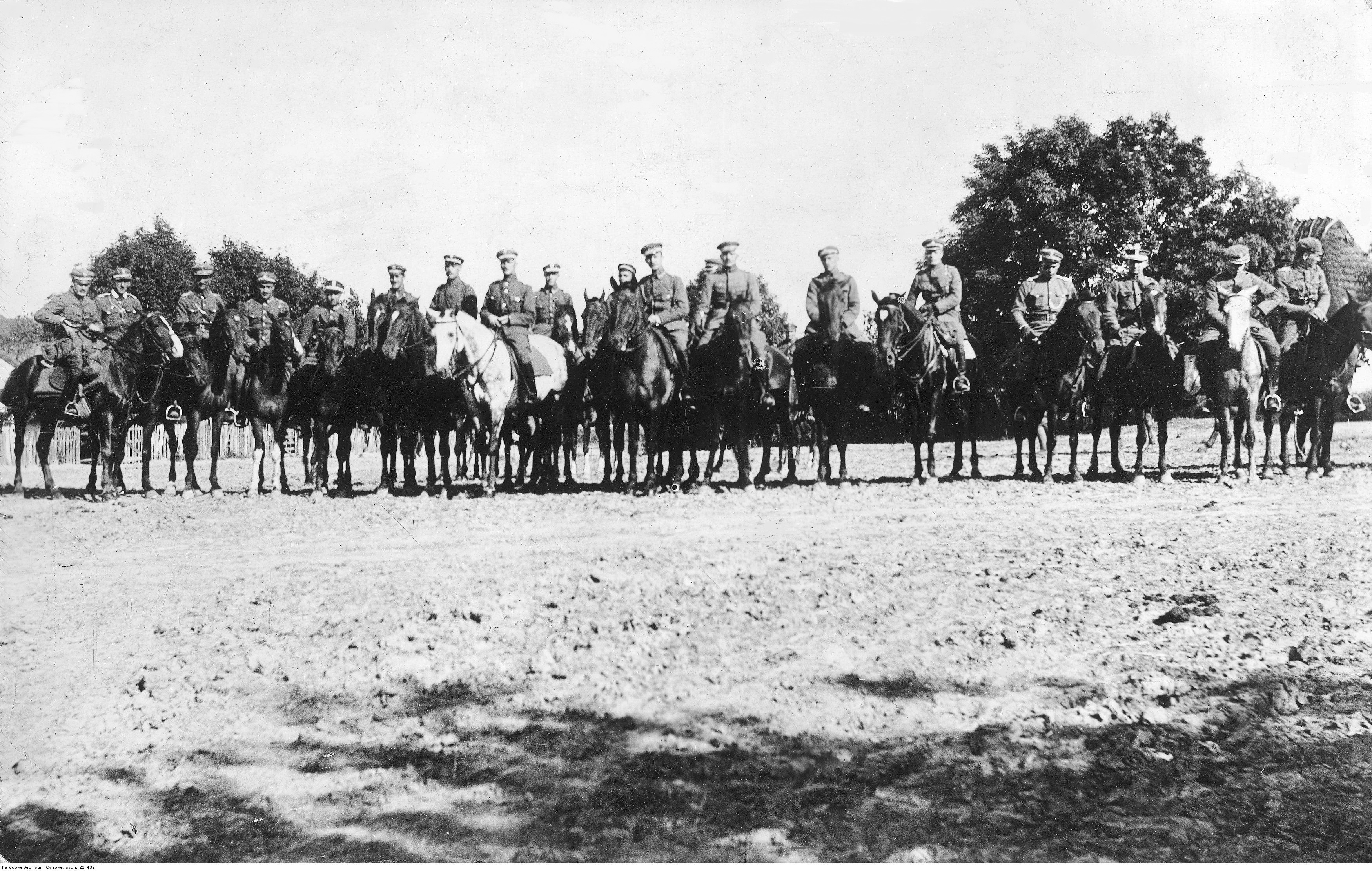
Kawaleria czasów wojny polsko-bolszewickiej

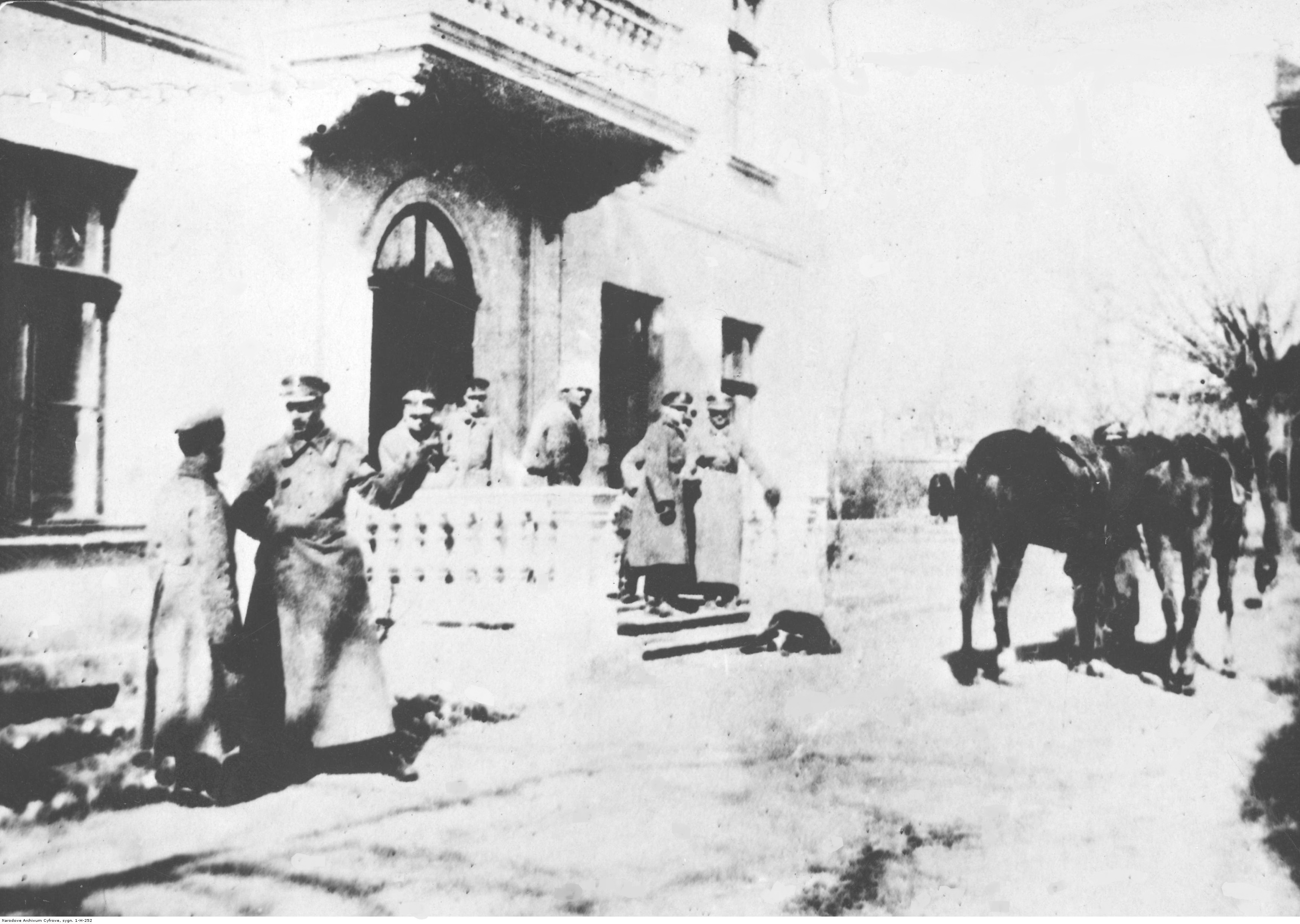
Szwadron 14 puł. majora Konstantego Plisowskiego w Odessie; luty 1919

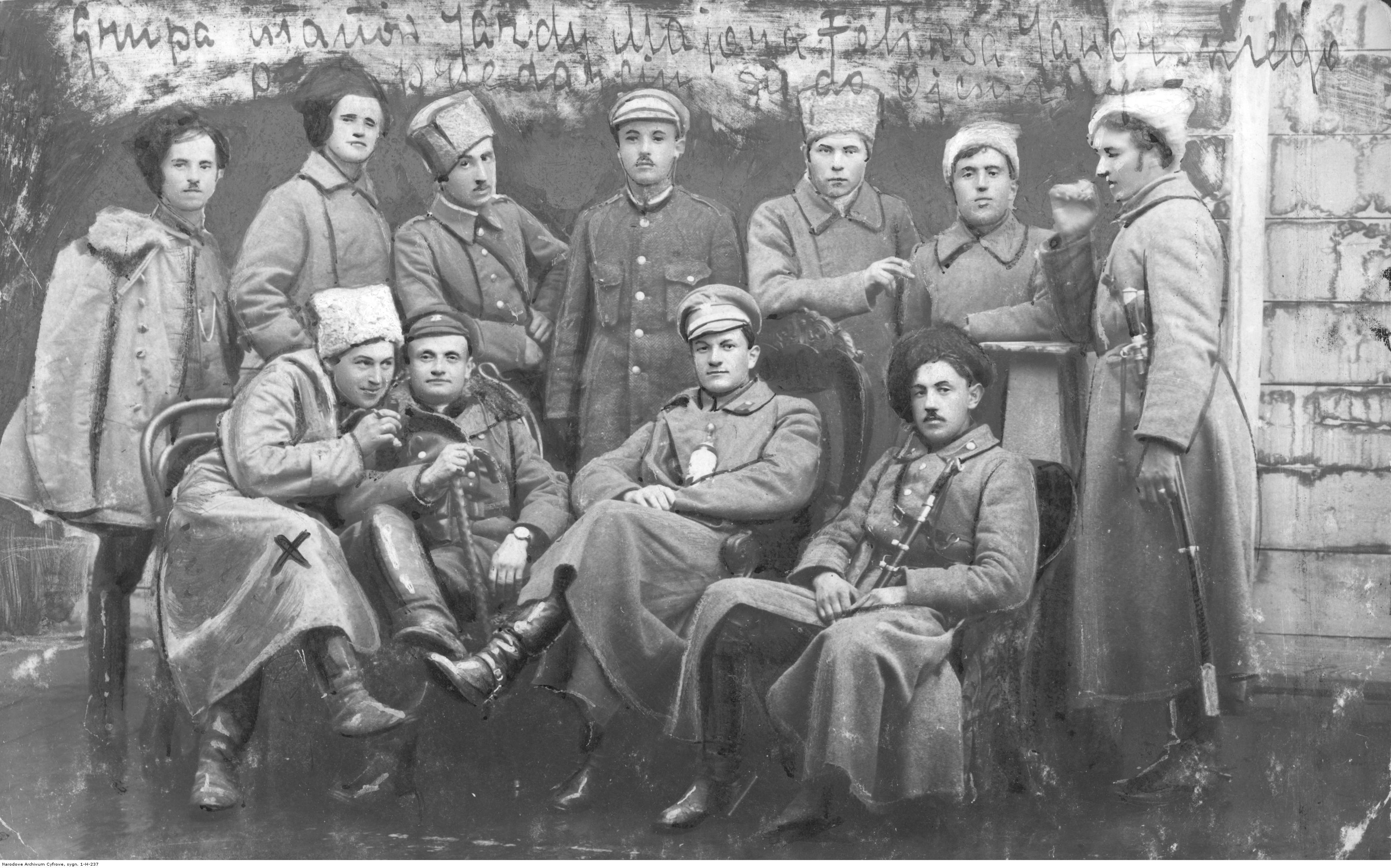
Grupa ułanów I Korpusu Polskiego w Rosji majora Feliksa Jaworskiego

W początkowym okresie formowania jednostek jazdy nie istniały  naczelne organy kierownicze kawalerii polskiej.
Wraz z rozwojem Ministerstwa  Spraw  Wojskowych zorganizowana została sekcja (potem departament) kawalerii. Dopiero pod koniec maja 1919 utworzono Generalny Inspektorat Jazdy, kierowany przez gen. Aleksandra Karnickiego, a następnie płk. Romana Kaweckiego. Departament, wraz z generalnym inspektoratem kawalerii, tworzył naczelne władze kawaleryjskie. Brak jasno podzielonych kompetencji tych organów tworzył dwoistość dowodzenia. Decyzje bądź dublowały się, bądź były sobie przeciwstawne. Formalnie zasadniczym organem był utworzony 22 stycznia 1919 Generalny Inspektorat Jazdy. Departament z założenia był organem wykonawczym. Departament w imieniu ministra wydawał jednak zarządzenia, niekoniecznie w porozumieniu z Generalnym Inspektoratem.

## Formowanie oddziałów jazdy
Formowanie tworzenie zalążków jazdy rozpoczęło się jeszcze przed formalną datą odzyskania przez Polskę niepodległości.
Rozkaz Sztabu Generalnego nr 7 z 4 listopada 1918 zapowiadał utworzenie czteropułkowej dywizji jazdy wojewódzkiej, dowodzonej przez płk. Zygmunta Łempickiego. Od listopada 1918 do marca 1919 trwał okres żywiołowego tworzenia oddziałów i pododdziałów kawalerii. Mimo ochotniczego zaciągu do tej broni, udało się w tym czasie stworzyć kawalerię liczącą około 9 000 „szabel”. Obok formacji kawaleryjskich wchodzących w skład Wojska Polskiego, tworzone były partyzanckie oddziały jazdy operujące na Kresach Wschodnich. Weszły one z czasem w skład wojsk regularnych. Były to między innymi: oddział rtm. Feliksa Jaworskiego, Lubomelski szwadron marszowy 1 p.uł. por. Gustawa Grzybowskiego, oddział partyzancki por. Królikowskiego i oddział rtm. Władysława Dąbrowskiego.

### Jazda wojewódzka
Żywe wśród Polaków tradycje i wspomnienia pospolitego ruszeniu i byłej kawalerii narodowej, spowodowały, że społeczeństwo byłej Kongresówki w listopadzie 1918 zaczęło tworzyć ochotnicze oddziały kawalerii. Były to szwadrony wojewódzkie. Każde województwo miało wystawić jeden taki szwadron. Miały one stan nieco większy stan niżeli szwadrony pułków liniowych, a dowódcami ich mieli być przeważnie ludzie szeroko znani ogółowi danego województwa, niekoniecznie wykwalifikowani wojskowi. Tego typu organizacja wzorowana była na wzorcach zastosowanych przy tworzeniu kawalerii w pierwszym roku istnienia Księstwa Warszawskiego. Ochotnicy mieli się stawić we własnym umundurowaniu i na własnych koniach, otrzymując od rządu tylko uzbrojenie i rząd koński. Powstały między innymi: 1 szwadron Kujawski we Włocławku, 2 szwadron Kujawski w Koninie, szwadron Płocki, szwadron Łowicki w Błoniu, szwadron Warszawski (Mazowiecki), szwadron Siedlecki w Łochowie, 1 szwadron Warszawski „Odsiecz Lwowa", szwadron Bielsko-Mazowiecki w Czyżewie, szwadron Radomski, szwadron Noworadomski, szwadron Jędrzejowski.

### Pułki jazdy
Pułki liniowe

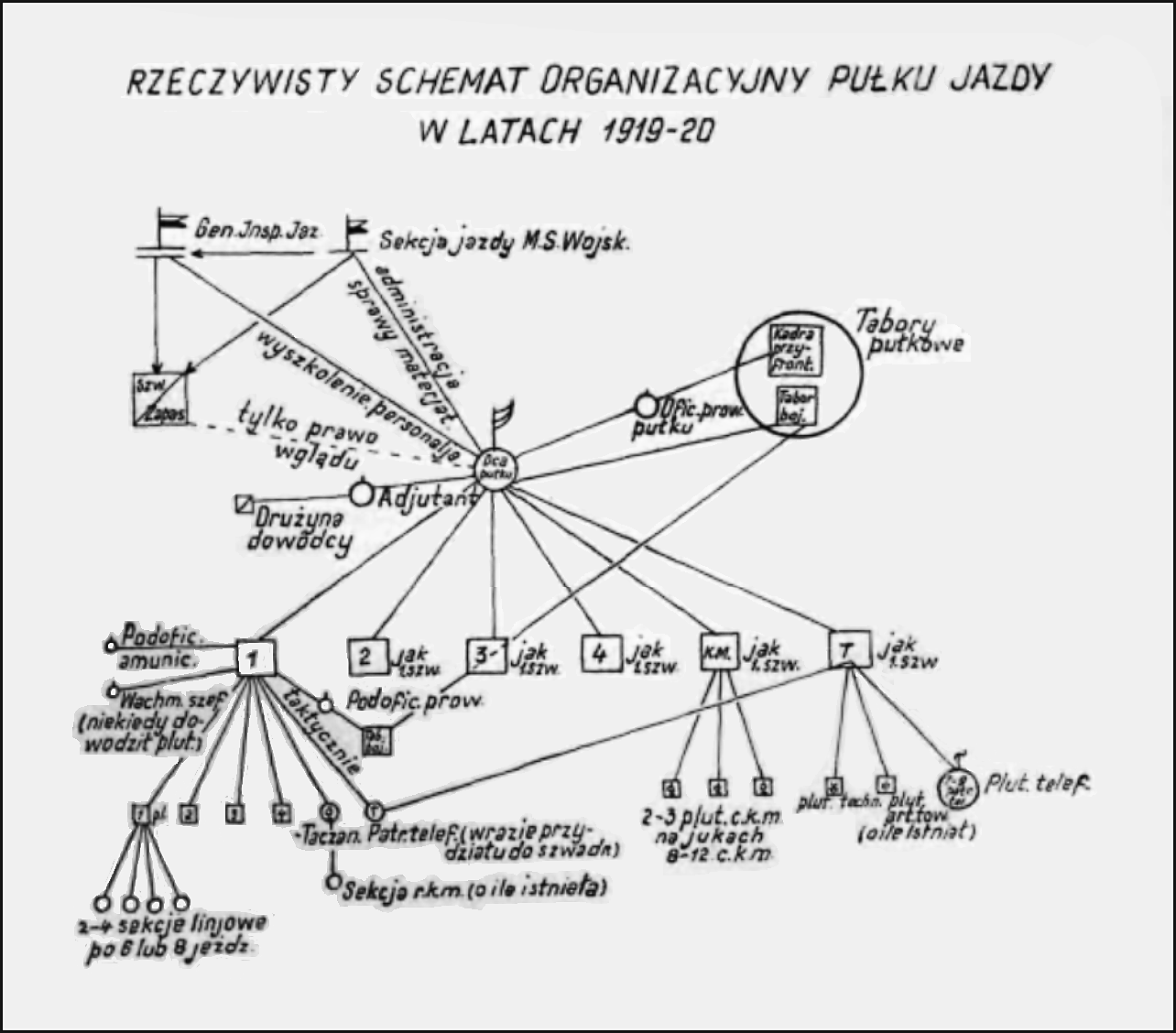
Jerzy Grobicki, Organizacja kawalerji polskiej w latach 1918–1921

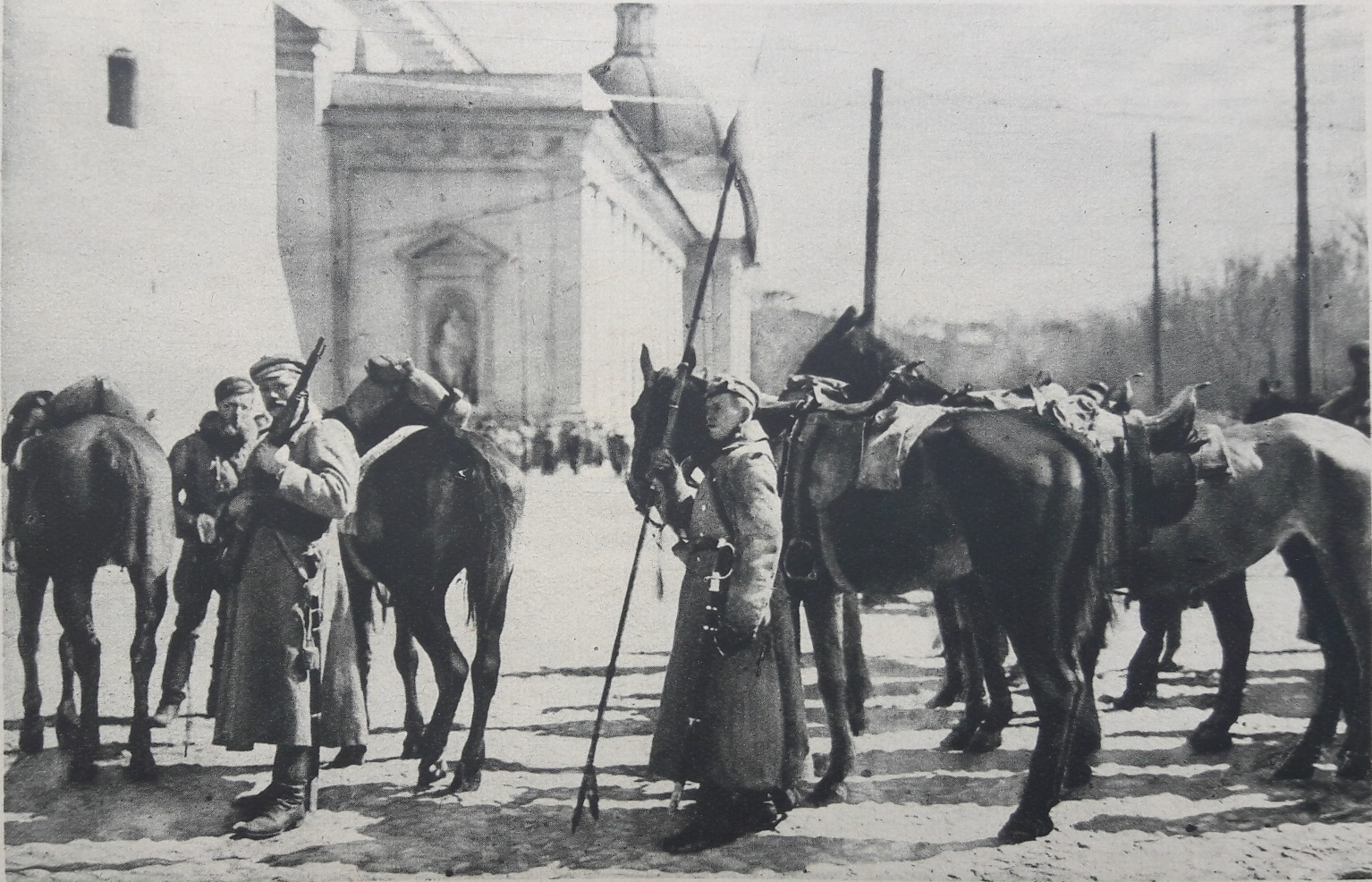
Patrol 4 pułku ułanów na placu Katedralnym po zajęciu Wilna; IV 1919

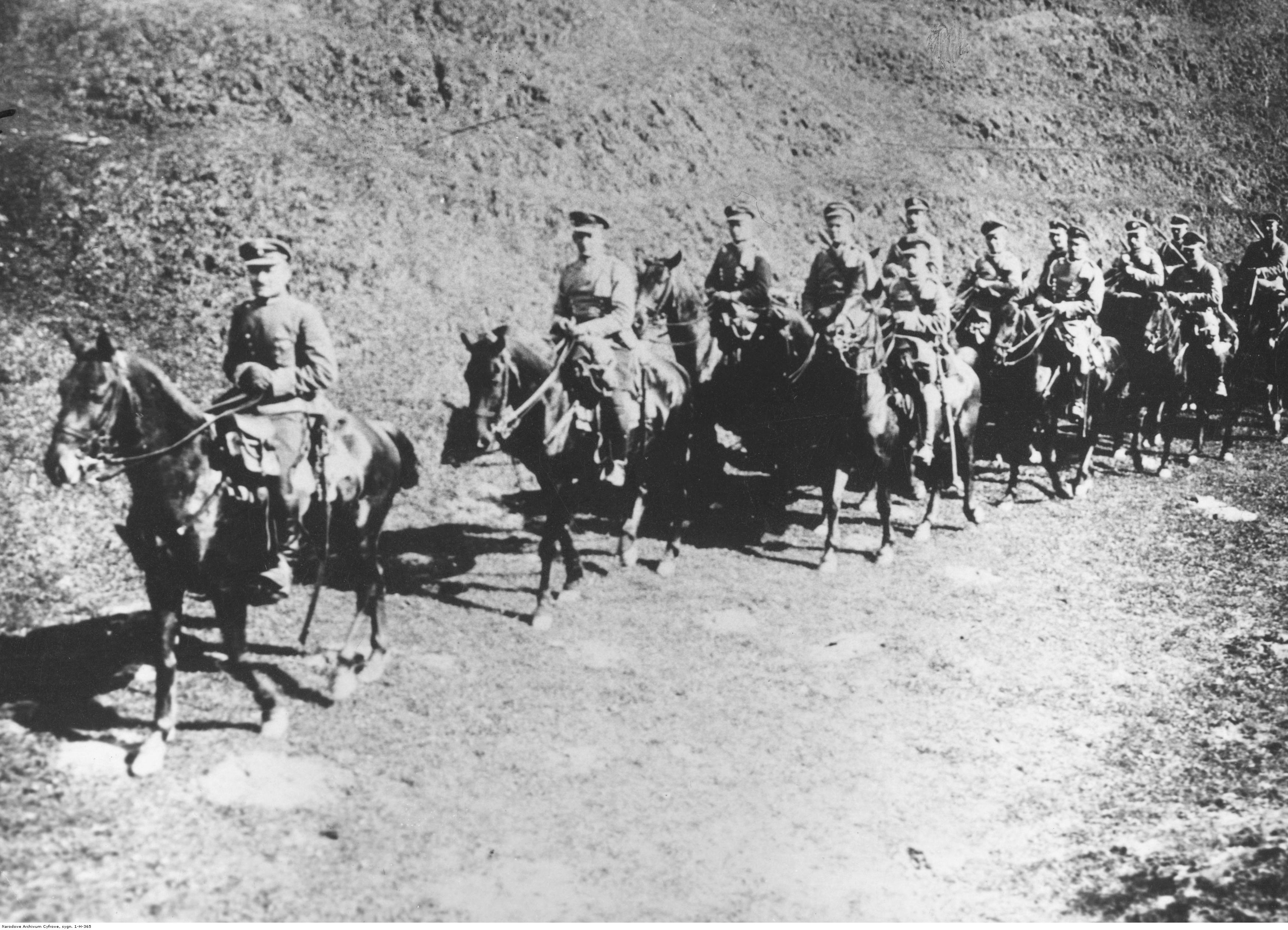
Oddział polskiej kawalerii w marszu

Organizacja regularnych pułków kawalerii przebiegała dwoma torami. Oficerowie dawnych pułków jazdy Legionów Polskich i Korpusów Polskich w Rosji przystąpili do ich odtwarzania. Równocześnie w garnizonach i ośrodkach zapasowych pułków kawalerii byłej armii austriackiej rozpoczęto formowanie kolejnych pułków. Od końca 1918 polskie oddziały kawalerii powstawały także w ogarniętej powstaniem Wielkopolsce. Ponieważ front żądał jazdy, wysyłano na linię pojedyncze szwadrony i dywizjony.
Jako pierwszy w Królestwie Polskim powstał 1 pułk ułanów. Niedługo potem ppłk Stanisław Sochaczewski przystąpił do formowania 5 pułku ułanów. W grudniu rozpoczęto formowanie pułku dla Dywizji Litewsko-Białoruskiej. Otrzymał nr 10, a na jego dowódcę wyznaczony został płk Władysław Obuch-Woszczatyński.
W Galicji Zachodniej jako pierwszy powstał w Krakowie 1 pułk ułanów Ziemi Krakowskiej płk. Romana Kaweckiego, a zaraz potem w Rzeszowie 6 pułk ułanów płk. Zdzisława Kosteckiego, który to od kwietnia 1919 przyjął nazwę 6 pułku ułanów Jazdy Lwowskiej. Jeszcze w 1918 zorganizowano 2 pułk ułanów Legionów płk Romana Żaby, 30 grudnia przemianowany na 2 pułk lekkokonnych szwoleżerów, a w styczniu 1919 nazwany 2 pułkiem szwoleżerów. Kolejny pułk Galicji Zachodniej zorganizował mjr Zygmunt Bartmański. Był to 9 pułk ułanów. Równolegle we Lwowie formował się szwadron, a następnie dywizjon, Jazdy Lwowskiej „Wilki” rtm. Tadeusza Korab-Krynickiego, a na Lubelszczyźnie rozpoczęto formowanie 1 pułk ułanów Legionów Polskich rtm. Gustawa Orlicz-Dreszera i 3 pułk ułanów (późniejszy 7 p.uł.) rtm. Janusza Głuchowskiego.
Kolejnym ośrodkiem odradzania się polskiej jazdy była Kielecczyzna. Tu odtwarzano pułki kawalerii nawiązujące tradycjami do I Korpusu Polskiego w Rosji. Jako pierwszy miał powstać 1 pułk ułanów  (Krechowieckich) płk. Feliksa Dziewickiego. Kolejne to: 3 pułk ułanów ppłk. Stefana Strzemińskiego, 2 pułk ułanów płk. Mikołaja Waraksiewicza oraz 4 pułk ułanów płk. Stanisława Rawicz-Dziewulskiego.
W lutym 1919 Sztab Generalny WP wyraził zgodę na utworzenie 11 pułku ułanów mjr. Mariusza Zaruskiego oraz 12 pułk ułanów Odsieczy Lwowa (późniejszy 12 pułk Ułanów Podolskich) płk. Józefa Tokarzewskiego. Rozpoczął się też proces formowania pułku jazdy tatarskiej, dowodzonego początkowo przez płk. Romana Falkowskiego, a następnie płk. Eugeniusza Ślaskiego.
Kawalerię tworzono również przy Wojsku Wielkopolskim. Jako pierwszy utworzono 1 pułk Ułanów Wielkopolskich płk. Aleksandra Pajewskiego. Kolejny, 2 pułk ułanów Wielkiego Księstwa Poznańskiego, zorganizował ppłk Kazimierz Raszewski. Od 9 lutego 1919 pułk występował pod nazwą 3 pułk Ułanów Wielkopolskich. Rozpoczęto też formowanie 2 pułku Ułanów Wielkopolskich ppłk. Romana Pasławskiego. Kawaleria wielkopolska 15 sierpnia 1919 została scalona z Wojskiem Polskim.
W kwietniu 1919 z Francji, wraz Błękitną Armią gen. Józefa Hallera, przybyły 1., 3., 4 pułk szwoleżerów i 1 szwadron szwoleżerów. Podwoiło to liczebność ówczesnej jazdy polskiej. Z 4 Dywizją Strzelców gen. Lucjana Żeligowskiego przybył pułk ułanów mjr. Konstantego Plisowskiego, 6 pułk ułanów mjr. Włodzimierza Kownackiego i szwadron szwoleżerów rtm. Romana Węgłowskiego. Łącznie było to nieco ponad 1100 żołnierzy, lecz formacja posiadała tylko 562 konie wierzchowe.
Od stycznia 1920 opracowywano jednolity etat brygady jazdy. Odtąd miała składać się z 3 pułków jazdy i dywizjonu artylerii konnej. W marcu tegoż roku ustalono etat wojenny jazdy. W skład pułku jazdy wchodziło dowództwo, 3 szwadrony liniowe, szwadron karabinów maszynowych i szwadron techniczny. Pułk w stanie żywieniowym miał posiadać 41 oficerów, 1226 podoficerów i szeregowców, 1258 koni, 8 karabinów maszynowych i 89 wozów. W stanie bojowym liczył 26 oficerów i 725 szeregowych. Etat szwadronu liniowego przewidywał w stanie żywionych 5 oficerów i 201 podoficerów i szeregowców, 199 koni i 8 wozów. W stanie bojowym odpowiednio 4 oficerów i 201 podoficerów i szeregowych.
Kawaleria dywizyjna

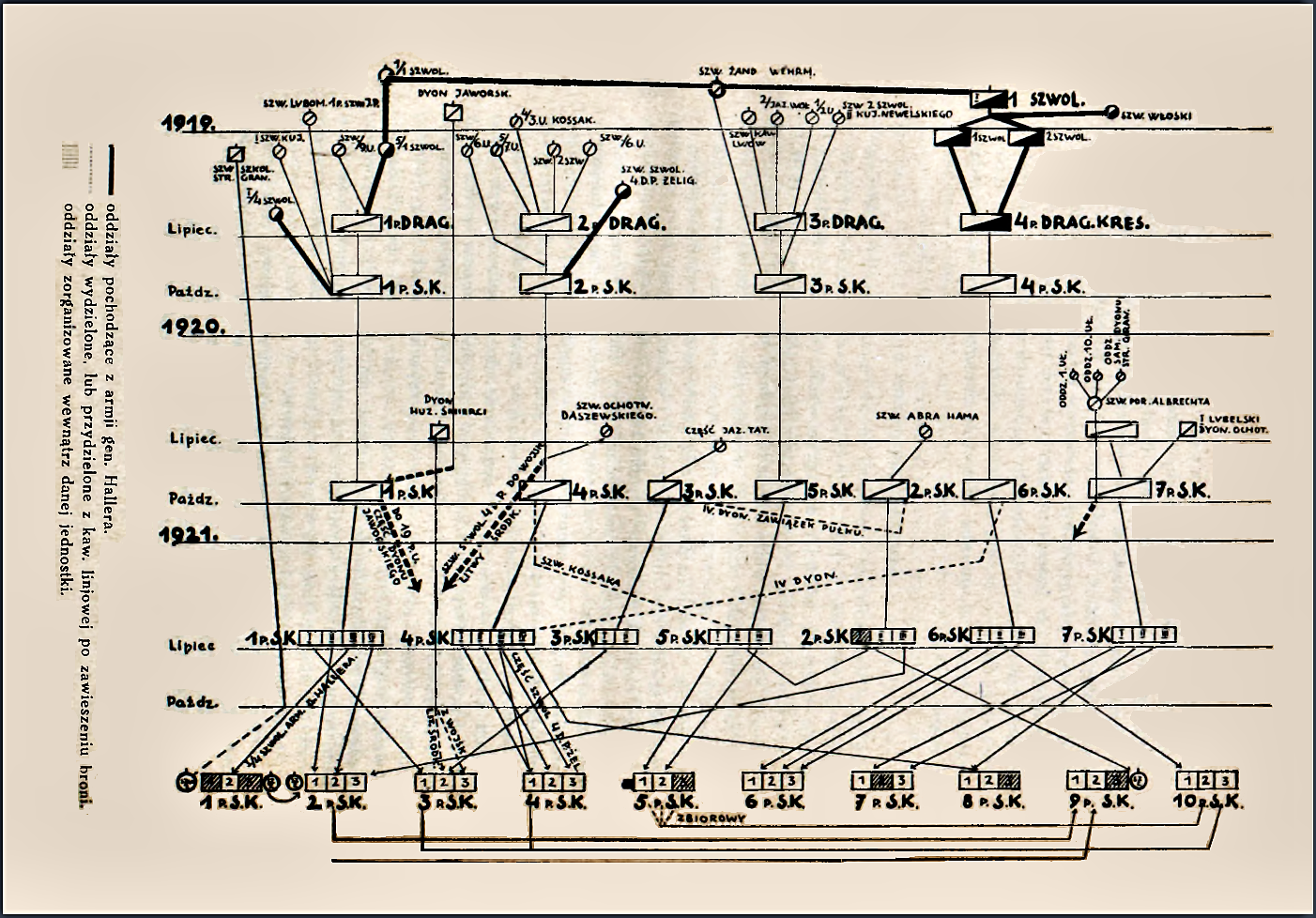
Reorganizacja kawalerii dywizyjnej

Do formowania kawalerii dywizyjnej przystąpiono wiosną 1919. Początkowe plany zakładały wystawienie dwunastu dywizjonów po dwa szwadrony dla dwunastu dywizji piechoty, trzech szwadronów zapasowych i dziewięciu szwadronów marszowych. Etat szwadronu jazdy dywizyjnej przewidywał: 7 oficerów, 159 podoficerów i szeregowców. Realizacja tak szeroko zakrojonych planów okazała się niemożliwa, a Inspektor Jazdy wydał rozkaz wydzielenia z 2 i 4 pułku ułanów dwóch półszwadronów, które miały utworzyć szwadron jazdy dla 1 Dywizji Piechoty Legionów. Z powodu braków materiałowych, szwadron osiągnął gotowość dopiero w czerwcu i nie uczestniczył w walkach o Wilno. Rozkazem z 13 marca Inspektor Jazdy polecił wydzielić z 7 pułku ułanów szwadron jazdy dla 2 Dywizji Piechoty Legionów. Szwadron do dywizji dołączył dopiero 5 czerwca. W kwietniu do 4 Dywizji Piechoty przydzielono 3 szwadron 6 pułku ułanów, do 3 Dywizji Piechoty Legionów szwadron zapasowy 9 pułku ułanów, w maju do 5 Dywizji Piechoty przydzielono szwadron jazdy lwowskiej „Wilki”, do 8 Dywizji Piechoty szwadron 1 pułku szwoleżerów, do 7 Dywizji Piechoty 4 szwadron 3 pułku ułanów, do 10 Dywizji Piechoty 6 szwadron 2 pułku ułanów. Szwadrony dywizyjne nosiły numer dywizji do której zostały przydzielone, ale pod względem ewidencji i uzupełnień nadal należały do pułków, z których je wydzielono.   
Dążąc do likwidacji podwójnej podległości i sporów kompetencyjnych, władze wojskowe wróciły do idei skupienia jazdy dywizyjnej w pułkach dragonów. Rozkazem Ministerstwa Spraw Wojskowych z 17 czerwca 1919, z luźnych szwadronów poprzydzielanych do oddziałów piechoty jako kawaleria dywizyjna, utworzone zostały trzy pułki: 1 pułk dragonów w Lublinie, 2 pułk dragonów w Pińczowie, 3 pułk dragonów w Tarnowie. 4 pułk dragonów to stanowiły kawaleryjskie pułki Błękitnej Armii gen. Józefa Hallera. Jesienią 1919 zreorganizowano jazdę dywizyjną. W miejsce istniejących pułków dragonów sformowano cztery pułki strzelców konnych, składające się z czterech dywizjonów. Poza formacją dragonów pozostał szwadron jazdy 1 Dywizji Litewsko-Białoruskiej zwany szwadronem Ułanów Grodzieńskich.Dowództwa pułków dragonów (strzelców konnych) sprawowały tylko funkcje inspekcyjne, nie dowódcze. 1 pułk strzelców konnych płk. Tadeusza Sulimirskiego miał przekazać swój I dywizjon do 1 Dywizji Piechoty Legionów, II dywizjon do 3 Dywizji Piechoty Legionów, III dywizjon do 8 Dywizji Piechoty, a IV dywizjon do 9 Dywizji Piechoty. We wrześniu 1919 2 pułk strzelców konnych nie posiadał jeszcze dowództwa, a jego jedyny dywizjon przeznaczony był dla 7 Dywizji Piechoty. Faktycznie dywizjon ten funkcjonował przy 2 DP Leg., a dla potrzeb 7 DP sformowano później II/2 psk. Dwudywizjonowy 3 pułk strzelców konnych we wrześniu swój I dywizjon wydzielił dla 6 Dywizji Piechoty, a II dywizjon oddał Dywizji Górskiej.  
Pułki rezerwowe
W lipcu 1920 przystąpiono do tworzenia rezerwowych pułków jazdy. W ich skład  weszli starsi żołnierze rezerwy byłych armii zaborczych powołani do czynnej służby wojskowej. Początkowe plany utworzenia jednego rezerwowego pułku jazdy na jedno DOGen. nie zostały w pełni zrealizowane. Powołanie  sześciu roczników wystarczyło tylko do uzupełnienia już istniejących pułków i utworzenie dwóch pułków rezerwowych. Przy szwadronie zapasowym 8 pułku ułanów w Krakowie utworzony został 108 rezerwowy pułk ułanów. Przy formowaniu współuczestniczyły szwadrony zapasowe 6 pułku ułanów i 3 pułku strzelców konnych. Szwadrony pułku z końcem lipca skoncentrowano w Ostrołęce pod ogólnym dowództwem rtm. Leona Rajner-Kotulskiego.
Przy szwadronie zapasowym 15 pułku ułanów utworzony został 115 rezerwowy pułk ułanów pod dowództwem rtm. Ignacego Mielżyńskiego. Zalążki stanowiły szwadrony marszowe 15., 16 p.uł. i 2 pułku strzelców konnych. Przy szwadronie zapasowym 13 p.uł. sformowano 13 zapasowy pułk ułanów. Z uwagi na bliskość frontu, organizacja jego trwała tylko trzy dni. Toteż pomimo dobrego wyposażenia, już w pierwszym boju, pułk poniósł dotkliwą porażkę w walce z kawalerią Gaja Gaja, a przeprawiając się przez Niemen stracił większą część swojego stanu. Na 900 koni, które dnia poprzedniego wyruszyły z Grodna, zdołało się zebrać tylko 200 jeźdźców, którzy zostali natychmiast wcieleni do macierzystego 13 pułku ułanów.
Formacje ochotnicze
Ogromna koncentracja społeczeństwa polskiego do obrony stolicy i przygotowania do decydującej bitwy zaowocowały tworzeniem licznych ochotniczych formacji kawaleryjskich. Początkowo od ułanów wymagano posiadanie własnego konia i kierowano ich do szwadronów zapasowych 1 pułku szwoleżerów oraz 3., 6., 8., 12., 13., 14., 16. i 18 pułku ułanów. Zapadła też decyzja o tworzeniu ochotniczych pułków jazdy. Przyjęto zasadę, że jednostka ochotnicza otrzymywała numer tego pułku, przy którego szwadronie zapasowym powstawała, z dodaniem liczby 200. Na organizatorów tej formacji powołano ppłk. Tadeusza Żółkiewskiego, mjr. Feliksa Jaworskiego i rtm. Jerzego Dąbrowskiego.
Na początku lipca zorganizowano ochotniczy pułk ułanów Obrony Wilna mjr. Władysława Dąbrowskiego. Brał on udział w walkach o Wilno, a następnie bronił Grodna. Okręg Generalny Warszawa przystąpił do formowania Jazdy Rycerstwa Polskiego im. Naczelnika Państwa Józefa Piłsudskiego. W terminie późniejszym przybrał on nazwę 211 pułku ułanów. W okręgu tym powstał też 201 pułk szwoleżerów oraz Konny Oddział Lotny por. Leona Kruka-Strzeleckiego. Okręg Generalny Łódź wystawił 203 pułk ułanów mjr. Zygmunta Podhorskiego, a OGen. Lublin Ochotniczą Brygadę Jazdy mjr. Feliksa Jaworskiego w składzie: Wołyński pułk jazdy, 2 Lubelski pułk ułanów (212 p.uł.) i 3 Siedlecki pułk jazdy. Okręg dodatkowo wystawił dywizjon jazdy ochotniczej rtm. Jana Mieszkowskiego. W Okręgu Generalnym  Lwów formowały się 209. i 214.  pułki ułanów oraz pułk Jazdy Lwowskiej. Okręg Generalny Poznań wystawił 215 pułk ułanów, OGen. Pomorze - 218 p. uł., OGen. Kielce - 206 p. uł. a OGen. Kraków - 208. p. uł. W Białymstoku por. Józef Siła-Nowicki utworzył dywizjon Huzarów Śmierci. Rozpoczęto też formowanie formowania 205. i 213. pułków ułanów. Zarówno te ostatnie jak i inne często jeszcze przed zakończeniem organizacji wchodziły w skład pułków macierzystych. W sumie przez ochotnicze jednostki jazdy przeszło około 9500 kawalerzystów. Do końca wojny polsko-rosyjskiej 1919—1920 r. istniały 203., 211., 212. i 214. ochotnicze pułki ułanów i 201 ochotniczy pułk szwoleżerów.

### Brygady jazdy
W lutym 1919 Naczelne Dowództwo Wojska Polskiego podjęło decyzję o tworzeniu związków taktycznych kawalerii. Jako  pierwsza, w ramach grupy „Bug” gen. Jana Romera, utworzona została 1 Brygada Jazdy ppłk. Władysława Beliny-Prażmowskiego. Miała posłużyć do prowadzenia działań rajdowych w ramach operacji wileńskiej. W marcu, na bazie Grupy Zaniemeńskiej, utworzono 2 Brygadę Jazdy. Na dowódcę brygady wyznaczony został gen. Józef Lasocki, lecz stanowiska tego nie objął. Pierwszym jej dowódcą został płk Obuch-Woszczatyński. 2 BJ weszła w skład Frontu Litewsko-Białoruskiego gen. Stanisława Szeptyckiego.
W maju 1919 Ministerstwo Spraw Wojskowych, w porozumieniu z Naczelnym Dowództwem Wojska Polskiego, zaplanowało sformowanie pięciu pierwszych brygad jazdy, złożonych z trzech pułków ułanów i dywizjonu artylerii konnej. 15 sierpnia 1919 w skład wojska Polskiego weszła też 1 Brygada Jazdy Wielkopolskiej. Podjęto też decyzję o utworzeniu 6 Brygady Jazdy pod dowództwem płk. Konstantego Plisowskiego w składzie 1., 9. i 14 pułk ułanów,  oraz 7 Brygady Jazdy czasowo pod dowództwem gen. Aleksandra Romanowicza w składzie 15., 16. i 17 pułk ułanów. Ta ostatnia miała powstać na bazie 1 Brygady Jazdy Wielkopolskiej.
Realnie do końca tego roku powstało sześć brygad jazdy. Pod koniec roku kawaleria dysponowała 19 pułkami ułanów i szwoleżerów zgrupowanymi w sześciu brygadach jazdy (W zamierzonym kształcie nie zdołano sformować 6 Brygady Jazdy), z czego 75% stanu osobowego znajdowało się na froncie wschodnim. 10 stycznia 1920 stan bojowy kawalerii znajdującej się na froncie wynosił 12 040 „szabel”.  Pułki liniowe planowano wzmocnić o 5 000 ułanów, zaś jazdę dywizyjna o 4100 strzelców konnych.
Od stycznia 1920 opracowywany był jednolity etat brygady. Odtąd  brygady miały składać się z 3 pułków jazdy i dywizjonu artylerii konnej. W marcu tegoż roku zatwierdzono etat wojenny brygady jazdy. Miała ona liczyć w stanie żywieniowym 210 oficerów, 5786 podoficerów i szeregowców oraz 5826 koni. Jej stan bojowy określono na 78 oficerów oraz 2175 podoficerów i szeregowców. Bezpośrednio dowództwu brygady podporządkowano: pluton sztabowy, pluton żandarmerii, kompanię telegraficzną, pluton radiotelegraficzny, dowództwo taborów wraz z kompanią taborową i ruchomymi warsztatami taborowymi, kompanię sanitarną wraz ze szpitalem polowym, szpitalem koni, urzędem gospodarczym brygady, a przede wszystkim 3 pułki jazdy oraz dywizjon artylerii konnej.
W połowie kwietnia 1920 jazda polska liczyła 20 500 żołnierzy.

### Dywizje, grupy operacyjne i korpusy jazdy

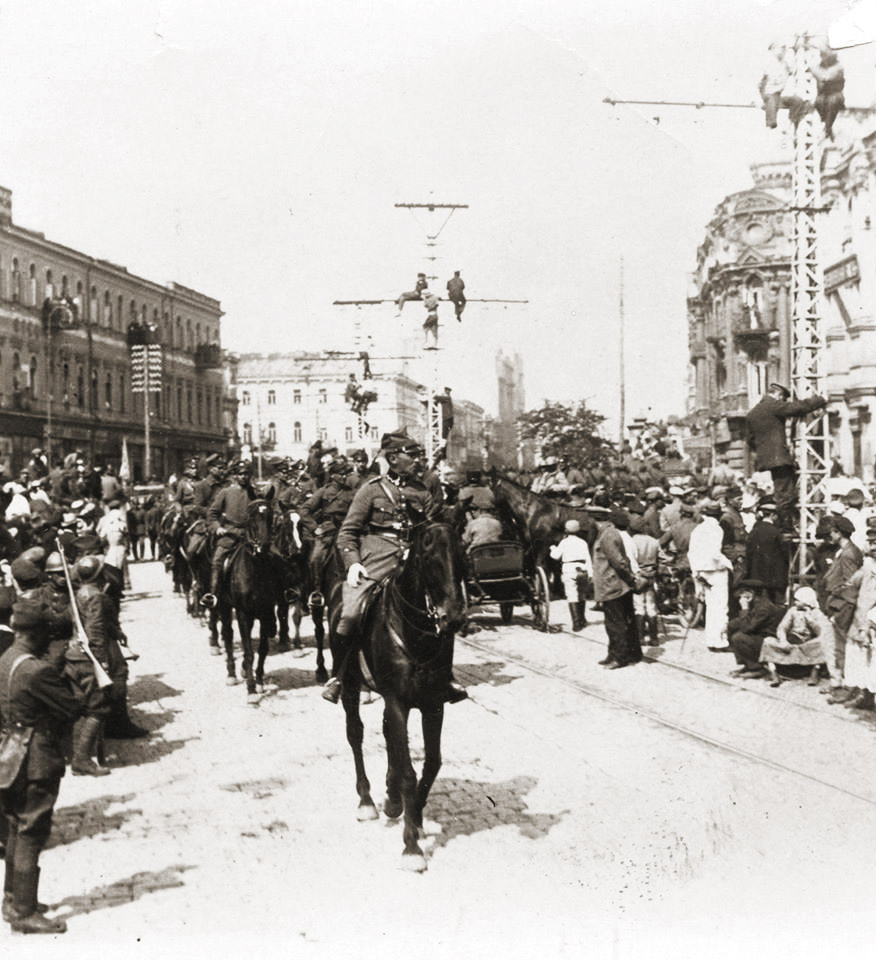
Defilada kawalerii Wojska Polskiego w Kijowie na Chreszczatyku; maj 1920

Przy planowaniu wiosennej ofensywy na Ukrainie, w kwietniu 1920 doraźnie dla celów taktycznych zorganizowano Dywizję Jazdy pod dowództwem gen. Jana Romera w składzie: 4 Brygada Jazdy płk. Tadeusza Sulimirskiego i 5 Brygada Jazdy płk. Romana Pasławskiego
W okresie działań odwrotowych na Ukrainie utworzono grupę jazdy gen. Jana Sawickiego w składzie Dywizja Jazdy i dotychczas samodzielna 3 Brygada Jazdy. Jej zadaniem było nie dopuścić do przerwania frontu przez 1 Armię Konną Siemiona Budionnego. Grupie jazdy gen. Sawickiego nie udało się powstrzymać natarcia 1 Armii Konnej. Dysponowała ona zbyt szczupłymi siłami. Popełniono też błędy w dowodzeniu jednostkami kawalerii.
W związku z zagrożeniem, jakie nadal stanowiła konnica Budionnego, 2 lipca 1920 utworzono dwudywizyjną Grupę Operacyjną Jazdy gen. Jana Sawickiego. Tworzyły ją: 1 Dywizja Jazdy płk. Juliusza Rómmla w składzie 4. i 6 Brygada Jazdy i 2 Dywizja Jazdy płk. Władysława Okrzy-Orzechowskiego w składzie 1. i 7 Brygada Jazdy oraz występująca samodzielnie 3 Brygada Jazdy. W rejonie Zamościa powstawały nowe jednostki. Jako pierwszą zorganizowano nową 4 Brygadę Jazdy której dowodzenie 12 lipca objął płk Gustaw Orlicz-Dreszer. Nową 1 Brygadą Jazdy miał dowodzić płk Janusz Głuchowski. Zamysł rozgromienia wojsk Budionnego nie powiódł się, a do tego Grupa Operacyjna poniosła duże straty. Została rozwiązana rozkazem dowództwa Frontu Południowo-Wschodniego nr 9 z 4 sierpnia 1920.
Jako że Grupa powstawała na zapleczu, a w rejon forowania przybywały jednostki kawaleryjskie, na froncie pozostawały poważnie osłabione brygady jazdy znajdujące się w podległości 2 Armii. Zostały one czasowo przekształcone w grupy jazdy: dawna 3 Brygada Jazdy w składzie 2., 11. i 12 pułk ułanów w grupę rtm. Antoniego Szuszkiewicza. Liczyła ona w stanie bojowym 5 szwadronów liniowych - w sumie 22 oficerów i 405 „szabel”, 5 karabinów maszynowych i 2 działa. Dawna 1 Brygada Jazdy w składzie 1 pułk szwoleżerów i 7 pułk ułanów (łącznie w stanie bojowym 8 szwadronów liniowych, 32 oficerów, 660 szabel, 17 km i 12 dział przekształciła się w grupę rtm. Jana Głogowskiego. Dawna 4 BJ w składzie 1.,5., 8., 9. i 16. pułk ułanów w grupę rtm. Piotra Głogowskiego (12 szwadronów liniowych, 17 oficerów, 925 szabel, 15 karabinów maszynowych i 9 dział).
Do pomysłu koncentracji polskiej kawalerii powrócono podczas bitwy na przedpolach Warszawy. Dowódca Frontu Północnego gen. Józef Haller rozkazem organizacyjnym nr 3826/III z 14 sierpnia 1920 dokonał reorganizacji kawalerii frontu i nakazał zorganizowanie dwóch dywizji jazdy. Istniejąca już „dywizja północna” miała podlegać dowódcy 5 Armii, a jej zadaniem była osłona lewego skrzydła i tyłów ugrupowania obronnego. Z kolei nowo formowana w Kutnie dywizja jazdy miała zostać podporządkowana Grupie gen. Mikołaja Osikowskiego. Tym samym rozkazem  wyznaczony został na stanowisko dowódcy dywizji jazdy („północnej”) płk Gustaw Orlicz-Dreszer. Dysponując 1. i  201 pułkiem szwoleżerów,  2., 108., 115. i 203 pułkiem ułanów, płk Dreszer przydzielił je brygadom: 8 BJ - mjr. Zygmunta Podhorskiego i 9 BJ mjr. Jana Głogowskiego. Większość żołnierzy tych pułków stanowili ochotnicy, słabo wyszkoleni i nie obyci w działaniach bojowych.
Kolejną dywizję jazdy, z wykorzystaniem zasobów Grupy Jazdy Ochotniczej mjr. Feliksa Jaworskiego, miał zorganizować w Kutnie gen. Aleksander Karnicki. Major Jaworski miał zostać dowódcą jednej z brygad, a drugiego miał wyznaczyć dowódca dywizji. Dywizję stanowić miały pułki: 212a i 212b pułk ułanów, a także 211 pułk ułanów, 9. i 11. pułki strzelców granicznych. Dynamika zmian na froncie była tak duża, że do sformowania dywizji nie doszło. Grupa mjr. Jaworskiego została przerzucona nad Wieprz i przeznaczona do grupy uderzeniowej, a gen. Karnicki w czasie najcięższych walk na przedpolach Warszawy do 17 sierpnia dowodził 8 Brygadą Jazdy. Planowano też stworzyć kolejną dywizję jazdy w składzie Grupy „Dolna Wisła” o składzie siedmiopułkowym. I tym razem do realizacji planów nie doszło.
W połowie sierpnia 1920 praktycznie funkcjonowały dwie dywizje jazdy. „Północna” Dywizja Jazdy płk. Orlicz-Dreszera uczestniczyła w bitwie na przedpolach Warszawy, zaś 1 Dywizja Jazdy  płk. Juliusza Rómmla wchodziła w skład Frontu Południowego i broniła m.in. podejść do Lwowa. Kolejny raz do koncentracji polskiej jazdy doszło pod koniec sierpnia na Lubelszczyźnie. Przerzucone zostały tam 1 Dywizja Jazdy płk. Juliusza Rómmla w składzie 6 i 7 Brygada Jazdy, oraz 2 Dywizja Jazdy płk. Orlicz-Dreszera w składzie 8 i 9 Brygada Jazdy. 31 sierpnia 1 DJ starła się z wojskami Budionnego pod Komarowem. Bitwa, chociaż nierozstrzygnięta w sensie taktycznym, stanowiła kres ofensywnych działań sowieckiej konarmii.
Po raz ostatni połączenie kawalerii w związek operacyjny miało miejsce w pościgu za Budionnym na Wołyniu. Utworzony został Korpus Jazdy płk. Rómmla w celu wykonania zagonu na Korosteń. Kawaleria miała obsadzić zachodni brzeg Słuczy w rejonie Zwiahla. Korpus miał charakter improwizowany, a jego dowódca zachował jednocześnie dowództwo nad1 Dywizją Jazdy. 1 DJ liczyła około 5000 żołnierzy, w tym 3000 „szabel”, 120 karabinów maszynowych i 16 dział. 2 Dywizja Jazdy była mniejszym związkiem taktycznym, a w jej szeregach znajdowało się około 3000 żołnierzy, 100 karabinów maszynowych i 8 dział.

## Uzbrojenie i wyposażenie jednostek jazdy

### Uzbrojenie

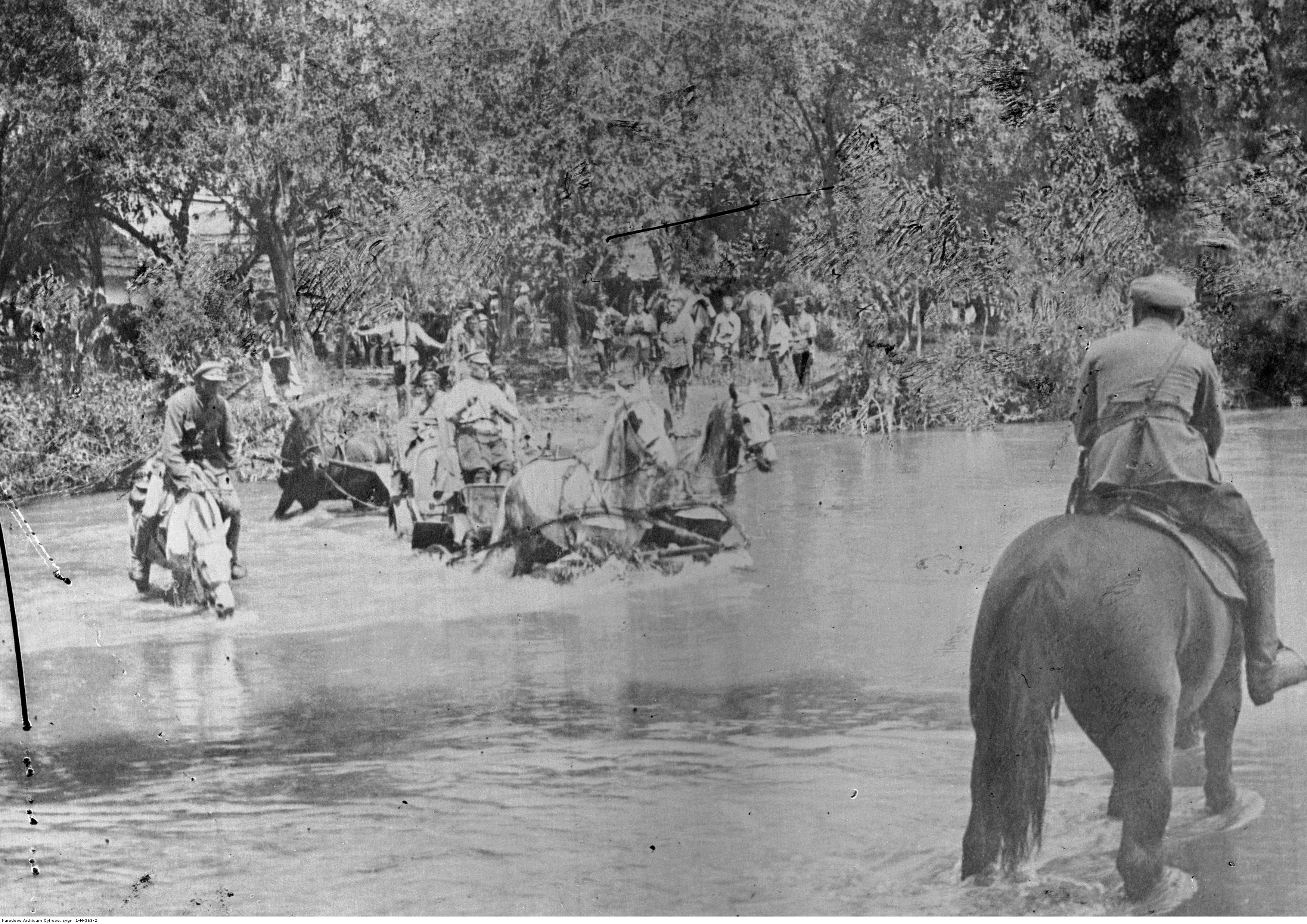
Szwadron karabinów maszynowych 14 p.uł. przechodzi przez rzekę Strypę; 1919

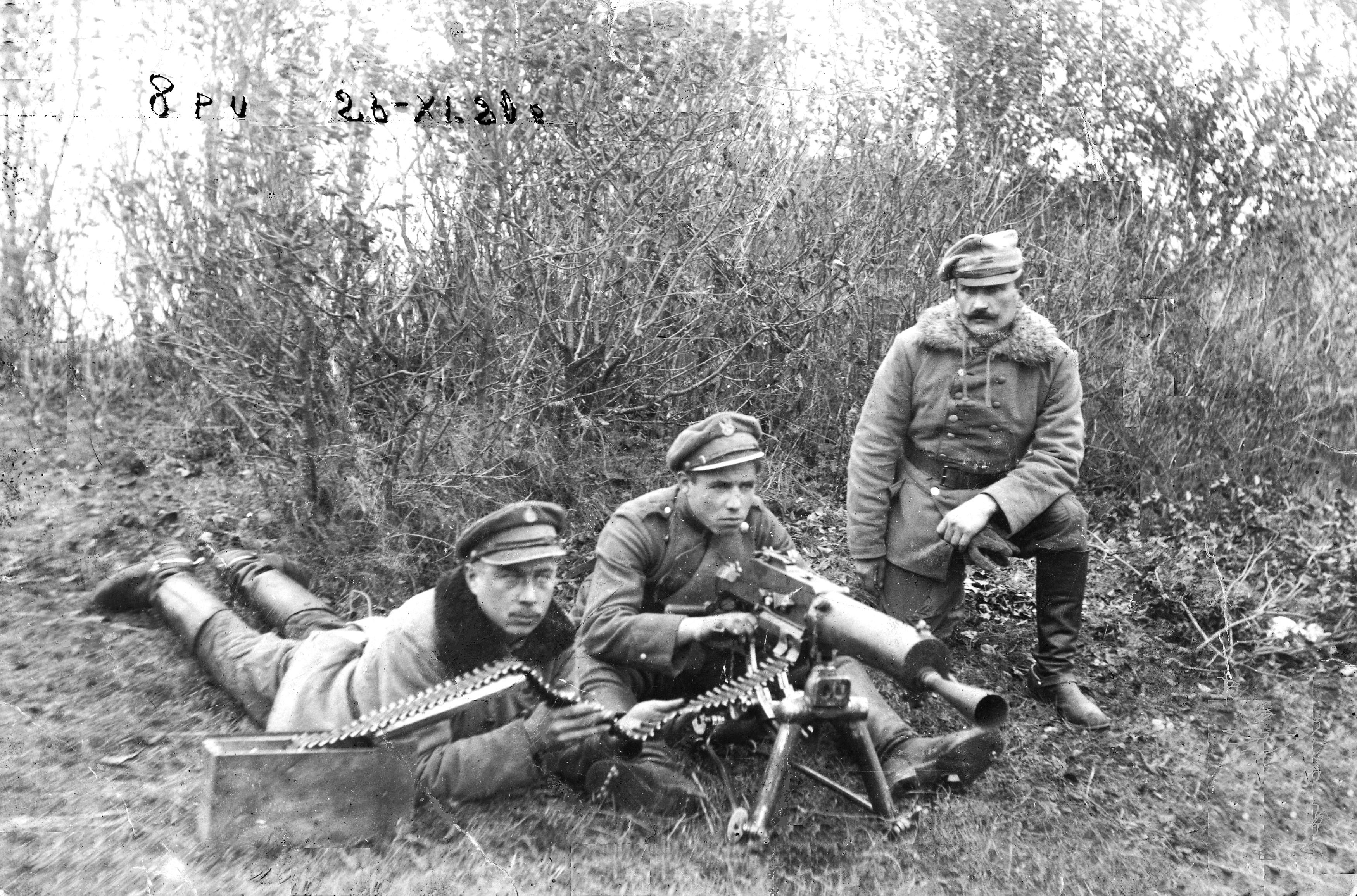
Ciężki karabin maszynowy Schwarzlose wz. 07/12 z obsadą; 1920

Uzbrojenie kawalerzystów nie było jednolite. Pułki formowane przez oficerów i podoficerów byłej armii austriackiej nie posiadały lanc. 6. i 8 (108) pułk ułanów, 1 pułk szwoleżerów i jazda dywizyjna nie używała ich do końca wojny. Wszyscy oficerowie, podoficerowie oraz duża część szeregowych, posiadała prywatne pistolety i rewolwery. Dopiero w 1920 wyposażono podoficerów i szeregowych pistolet systemu Fromera. Karabin w czasie działań rozpoznawczych wożony był na rozciągniętym pasie lufą w dół, a szabla przy siodle jak i na jeźdźcu, oraz „pod tybinką”, na wzór dawnych koncerzy husarskich. Szablę przytroczoną z tyłu do siodła, wożono tak z prawej, jak i z lewej strony. Władze wojskowe do  końca wojny nie potrafiły doprowadzić do ujednostajnienia tych szczegółów. Także różnego pochodzenia były też siodła. Występowały siodła austriackie kawaleryjskie, artyleryjskie, niemieckie kawaleryjskie i artyleryjskie, rosyjskie kawaleryjskie (używane przeważnie przez oficerów), kanadyjskie, a także meksykańskie. W użyciu polskiej jazdy były zazwyczaj karabiny maszynowe systemu Schwarzlose wożone „sposobem austriackim”, na jukach. Dopiero od czerwca 1920 wprowadzono taczanki. Liczba ckm-ów w pułkach była różna i zależała od „bojowości" danego pułku, wahając się od przepisowych ośmiu, do dwudziestu czterech, a niekiedy i więcej.

### Umundurowanie
Kawaleria, poza formacjami kawalerii wielkopolskiej, przyjęła zasadniczo mundur używany przez pułki polskie I Korpusu Polskiego w Rosji, czyli frencz angielski z proporczykami pułkowymi na wykładanym kołnierzu, spodnie granatowe, albo koloru polowego z odpowiednim lampasem. Wszystkie pułki nosiły okrągłą czapkę angielską, z okutym daszkiem i barwnym otokiem koloru pułkowego, oraz płaszcz kroju rosyjskiego lub austriackiego. Formacje powstałe z byłych pułków legionów polskich (1. i 2. szwoleżerów, 7, 9, 11. ułanów) donaszały swoje ułanki o barwnych kołnierzach i mankietach. W pierwszym okresie tworzenia się pułków kawaleryjskich zamiast frenczów wprowadzono ułanki, szyte krojem pułków legionowych, z odpowiednimi wypustkami kolorów pułkowych.
Oznaki stopni oficerskich i podoficerskich zaprowadzono na wzór Polnische Wehrmacht, to jest: dla oficerów tak zwane „trzepaczki"  z gwiazdkami - podwójnie kręcone dla oficerów sztabowych i potrójnie dla generałów. Unifikacja w 1919 spowodowała zniesienie epoletów kręconych, podbitych suknem koloru broni, a więc dla ułanów koloru pułkowego, szwoleżerów amarantowo białego, a dla dragonów zielonego i zastąpienie ich naramiennikami z materiału mundurowego z haftowanymi na nich gwiazdkami. Oficer sztabowy posiadał dwie belki poprzeczne na początku naramiennika., a generał wężyk wzoru huzarskiego na naramienniku i rękawie.
Początkowo zaprowadzono gwiazdki również i na rękawie, jednakże zarządzenie to zostało wkrótce zniesione. Równocześnie skasowano proporczyki na kołnierzach wprowadzając dla całej kawalerii zunifikowane patki, koloru amarantowego z wypustkami koloru białego dla szwoleżerów, a zielonego dla strzelców konnych. Wycofano też okrągłe czapki angielskie z kolorowymi otokami, wprowadzając na ich miejsce wprowadzone w całej armii rogatywki koloru polowego z gwiazdkami nad daszkiem. Zakazano też używać „ułanek” i granatowych spodni z lampasami.
Wprowadzane zmiany formalne w umundurowaniu były jednak ignorowane przez oddziały jazdy przebywające na froncie. W wyniku „cichego buntu” władze centralne zezwoliły ponownie na „donaszanie” okrągłych czapek, z kolorowymi otokami oraz proporczyków pułkowych na kołnierzach w miejsce kolorowych patek. Zezwolono też na donaszanie „ułanek” oraz spodni granatowych z lampasami. Nie wróciły już tylko srebrne pasy oficerskie i etyszkiety. Poprzedni mundur ułański, to jest „ułanka” z amarantowymi kantami, etyszkiety i pasy utrzymały się jedynie w szwadronie przybocznym Naczelnika Państwa, z tą różnicą, że zamiast granatowych spodni wprowadzono spodnie do butów koloru polowego, bez lampasów. Szwadron ten otrzymał rogatywki z amarantowym otokiem. Szeregowi szwadronu nosili białe pasy i rapcie, wzoru „gwardyjskiego".
Kawaleria wielkopolska (1., 2., 3. i 4. pułki ułanów Wielkopolskich) nosiła „ułanki” na wzór niemiecki, z kolorowymi kantami i proporczykami na kołnierzu, spodnie zaś koloru polowego, z lampasami koloru pułku. Płaszcz kroju niemieckiego, jednorzędowy u szeregowych, dwurzędowy u oficerów. Nakryciem głowy była konfederatka z kolorowymi otokami, nieokutym daszkiem i z orzełkiem na wzór orzełka I Korpusu Polskiego w Rosji. U lewego boku konfederatki przypięta była odznaka w formie liścia koniczyny z tasiemki - wełnianej u szeregowych, a srebrnej u oficerów. Barwy pułków były wzorowane na pułkach armii kongresowej.
Przez cały okres wojny odrębne umundurowanie posiadały także oddziały jazdy wywodzące się z Błękitnej Armii gen. Hallera (pułki dragonów przemianowane w pułki strzelców konnych. Były to błękitne mundury kroju francuskiego, z czerwonymi wypustkami na rogach kołnierzy, z polskimi oznakami stopni wojskowych. Znaczny transport mundurów hallerowskich dostał się w ręce Sowietów, którzy umundurowali nimi część konnicy Budiennego. Jedynie na rogatywkach zamieniono orzełki na czerwone kokardy. Prowadziło to w czasie walk do licznych nieporozumień.
Odbiegające od  regulaminowego umundurowanie posiadały też i inne oddziały kawalerii. Szwadron wojewódzki warszawski rtm. Tadeusza Kossaka nosił rogatywki z granatowym otokiem i żółtymi wypustkami, a proporczyki miał granatowo-żółte (kolory  mazowieckie). Pułk jazdy tatarskiej miał spodnie czerwone, z wąskim srebrnym (u szeregowych białym) lampasem. Proporczyki pułku były jednorożne koloru niebieskiego z wyhaftowaną na nim żółtą gwiazdą i półksiężycem. Zamiast frencza nosili „tatarki”, czyli krótkie bluzy o dużej liczbie małych okrągłych guzików. Dywizjon huzarów śmierci nosił czarne spodnie ze srebrnym (białym) wąskim lampasem i czapki angielskie, z czarnym otokiem i białą wypustką, oraz trupią główkę pod orłem.

## Bitwy, boje i potyczki jazdy polskiej
| Data                     | Miejsce bitwy       | Operacja / kamp.         | Oddziały polskie                                | Oddziały sowieckie      |
| ------------------------ | ------------------- | ------------------------ | ----------------------------------------------- | ----------------------- |
| 8 sierpnia 1920(dts)     | Antonin             | of. Fr. Płd-Zach.        | 2 A; 1 Dywizja Jazdy                            | oddziały 1 Armii Konnej |
| 4 czerwca 1920(dts)      | Antonów             | of. Fr. Płd-Zach.        | 3 A; grupa „Skwirska” i DJ                      | 11. i 14 DK             |
| 17 sierpnia 1920(dts)    | Arcelin             | Bitwa Warszawska         | 1 pszw.                                         | oddziały 8 DS           |
| 4–6 lipca 1920           | Auta                | of. Fr. Zach.            | 1 Armia                                         | Front Zachodni          |
| 22 maja 1920(dts)        | Bohusław            | wyprawa kijowska         | FU;DJ i 6 DP (DS?)                              | 44 DS                   |
| 14 sierpnia 1920(dts)    | Chołojów            | of. Fr. Płd-Zach.        | 1 Dywizja Jazdy                                 | 14 DK i 45 DS           |
| 15 sierpnia 1920(dts)    | Ciechanów           |                          | 8 BJ                                            | 4 A                     |
| 2 września 1920(dts)     | Czerkasy            | Bitwa Lwowska            | 3 A; 1 DJ; 6 BJ; 1 p.uł                         | 44 DS                   |
| 11 czerwca 1920(dts)     | Czerwona            |                          | 1 DJ                                            | 6. i 11 DK              |
| 1 października 1920(dts) | Czyżówka            | Bitwa Wołyńsko-Podolska  | 6A; KK; 2 DJ; 8 BJ; 2 i 108 p.uł.               | oddziały ACz            |
| 29 grudnia 1919(dts)     | Dąbrowica           |                          | F W; 4 DP; 9 p.uł                               | oddział dywersyjny      |
| 16–18 sierpnia 1920      | Dęblin              | Bitwa Warszawska         | 3 A, 4 A                                        | Gr. Moz., 16 A          |
| 28 września 1920(dts)    | Dubrowna            |                          | 4 BJ                                            | 17 BS                   |
| 19 sierpnia 1920(dts)    | Frankopol           | Bitwa Warszawska         | Brygada Jazdy Ochotniczej                       | 2 DS, 17 DS, 21 DS      |
| 9 marca 1920(dts)        | Gawinowicze         | operacja mozyrska        | 10 pułk ułanów                                  | 57 DS                   |
| 8 marca 1920(dts)        | Hłybów              | operacja mozyrska        | 3 p.uł.                                         | 170 BS                  |
| 21 września 1920(dts)    | Jampol              | Bitwa Wołyńsko-Podolska  | 6 A; 1 BJ; 11 pułk ułanów                       | 47 DS                   |
| 25 lipca 1920(dts)       | Janów               |                          | 13 pułk ułanów                                  | 15 DK                   |
| 14 sierpnia 1920(dts)    | Kamionka Strumiłowa | of. Fr. Płd-Zach.        | GO gen. Sawickiego i GO gen. Szymańskiego       | 1 AK                    |
| 28 maja 1920(dts)        | Karandasze          | of. Fr. Zach.            | III/29 pp i 7 puł                               | 164 BS                  |
| 17 sierpnia 1920(dts)    | Kąkolewnica         | Bitwa Warszawska         | Brygada Jazdy Ochotniczej                       | 170 BS                  |
| 25 czerwca 1920(dts)     | Kijanki             |                          | gr. gen. Romera; 6 DP; 65 pp                    | 11 DK z 1 AK            |
| 28 czerwca 1920(dts)     | Kilikijów           | of. Fr. Płd-Zach.        | 1 DJ; 4 BJ; 1 p.uł., 8 p.uł.                    | 1 AK; 6 i 11 DK         |
| 3 sierpnia 1920(dts)     | Klekotów            | of. Fr. Płd-Zach.        | 2 Dywizja Jazdy                                 | 1 AK; 4 DK              |
| 17 września 1920(dts)    | Klewań              | Bitwa Wołyńsko-Podolska  | 3A; 2 DJ; 8 Brygada Jazdy                       | 1 AK; 4 DK              |
| 5 września 1920(dts)     | Kniahyncze          |                          | 5 pułk ułanów                                   | 8 DK                    |
| 31 sierpnia 1920(dts)    | Komarów             | Bitwa Warszawska         | 1 DJ                                            | 1 AK                    |
| 8–12 października 1920   | Korosteń            | kamp. jesienna 1920      | Korpus Jazdy płk. Rómmla                        | oddziały ACz            |
| 26 września 1920(dts)    | Korzec III          | Bitwa Wołyńsko-Podolska  | 3 A; KJ; 2 Dywizja Jazdy                        | brygada 44 DS           |
| 12 września 1920(dts)    | Kosmów              | Bitwa Wołyńsko-Podolska  | 3A; 1 DJ                                        | 11 DK z 1 AK            |
| 24 maja 1920(dts)        | Koszowata           | wyprawa kijowska         | FU; 3 BJ; 5 puł                                 | 12 A; 135 BS            |
| 25–27 kwietnia 1920      | Koziatyn            | wyprawa kijowska         | 1 DJ                                            | 12 Armia                |
| 20 czerwca 1920(dts)     | Kropiwna            | of. Fr. Płd-Zach.        | 3A; DJ; 14 puł i 2 pszw.                        | 1 AK; 6 DK              |
| 30 stycznia 1920(dts)    | Kuźnicze            |                          | Grupa mjr. F. Jaworskiego                       | 415 i 417 ps            |
| 2 września 1919(dts)     | Lubonicze           |                          | 1 pułk ułanów wielkopolskich                    | 30 Brygada Strzelców    |
| 27–28 kwietnia 1920      | Malin               | wyprawa kijowska I faza  | 3 A; Grupa płk. Rybaka; 7 BJ; I BG              | 7 i 47 DS               |
| 7 sierpnia 1919(dts)     | Małe Gajany         | kamp. 1919–1920          | 1 pułk ułanów wielkopolskich                    | oddział łotewski        |
| 23 września 1920(dts)    | Międzyrzecz         | bitwa nad Niemnem        | 15 pułk ułanów                                  | 144 Brygada Strzelców   |
| 1 sierpnia 1920(dts)     | Mikołajów           | of. Fr. Płd-Zach.        | 2 A; 1 DJ;11 pułk ułanów                        | 6 Dywizja Kawalerii     |
| 22 sierpnia 1920(dts)    | Milejczyce          |                          | 4 Brygada Jazdy                                 | grupa artylerii         |
| 13 sierpnia 1920(dts)    | Milewo              | Bitwa Warszawska         | 2 pułk ułanów                                   | 10 BS                   |
| 25–25 sierpnia 1920      | Myszyniec           | operacja warszawska      | dywizjon huzarów śmierci                        | oddziały 3 KK i 4 Armii |
| 14 sierpnia 1920(dts)    | Niestanice          | of. Fr. Płd-Zach.        | 1 DJ;14 pułk ułanów                             | 45 DS                   |
| 7 czerwca 1920(dts)      | Nowe Kruki          |                          | 11 pułk ułanów i I dywizjon 18 pułku ułanów     | 169 ps                  |
| 18 lipca 1920(dts)       | Nowojelnia          |                          | 10 pułk ułanów                                  | 27 DS                   |
| 25 września 1920(dts)    | Nulczyn             | Bitwa Wołyńsko-Podolska  | 3A; KK; 2 DJ; 9 BJ;1 pułk szwoleżerów           | oddziały ACz            |
| 6 maja 1920(dts)         | Olszanica I         | wyprawa kijowska II faz. | 4 Brygada Jazdy                                 | 14 Armia                |
| 5 sierpnia 1920(dts)     | Ostrołęka           | Bitwa Warszawska         | I/pułku morskiego, 108 p.uł.                    | 18 DS                   |
| 5–6 lipca 1920           | Ostrów Czarny       | of. Fr. Płd-Zach.        | 6 A; 5 pułk ułanów                              | 8 DK                    |
| 16–17 sierpnia 1920      | Płońsk              | bitwa nad Wkrą           | Grupa płk. Orlicz-Dreszera                      | 18 i 54 DS              |
| 11–13 sierpnia 1920      | Radziechów          |                          | 1 Dywizja Jazdy                                 | 45 DS i 1 Armia Konna   |
| 1 października 1920(dts) | Rohaczów            | Bitwa Wołyńsko-Podolska  | 6 A; KK, 2 DJ; 9 BJ; 1 i 201 p szwol.           | 44 DS                   |
| 1 czerwca 1920(dts)      | Rohoźna             | of. Fr. Płd-Zach.        | FU; 1 Dywizja Jazdy                             | AK; 4 i 14 DK           |
| 11–12 października 1920  | Rudnia Baranowska   |                          | 2 i 108 pułk ułanów                             | 7 DS                    |
| 2 października 1920(dts) | Skrobów             |                          | 18 pułk ułanów                                  | oddziały ACz            |
| 30 stycznia 1920(dts)    | Sławeczno           |                          | 1 pułk strzelców konnych                        | 418, 422 i 423 ps       |
| 1 lipca 1920(dts)        | Sławuta             | of. Fr. Płd-Zach.        | 2 A; dywizjon pociągów                          | 1 AK                    |
| 8–9 sierpnia 1919        | Słoboda             |                          | 1 pułk ułanów wielkopolskich                    | oddziały ACz            |
| 29 lipca 1920(dts)       | Stanisławczyk       |                          | 2 A; DJ; 4 BJ; 8 p.uł. i 2 p.szw.               | 11 DK                   |
| 8 maja 1920(dts)         | Szubówka            | wyprawa kijowska         | DJ; 1 i 16 pułk ułanów                          | oddziały ACz            |
| 26 kwietnia 1920(dts)    | Ślipczyce           | wyprawa kijowska I faza  | 3 A; 7 DP; 12 pułk ułanów                       | 98 pk                   |
| 8 czerwca 1920(dts)      | Wernyhorodek        |                          | 1 Dywizja Jazdy                                 | 6 i DK                  |
| 19–21 kwietnia 1919      | Wilno II            | kamp. 1919–1920          | Grupa Beliny-Prażmowskiego Grupa Rydza-Śmigłego | pododdziały ACz         |
| 24 września 1920(dts)    | Wiśniówka           | operacja niemeńska       | 18 pułk ułanów                                  | 27 DS                   |
| 29–31 maja 1920          | Wołodarka           | wyprawa kijowska         | Dywizja Jazdy gen. Karnickiego                  | 4 DK                    |
| 23 września 1920(dts)    | Zasław              | Bitwa Lwowska            | 6 A; 8 DP; 1 Brygada Jazdy                      | 24, 47 DS i Baszk. BK   |
| 18 września 1920(dts)    | Zubkowicze          | Bitwa Wołyńsko-Podolska  | 3 A; 1 DJ; 7 BJ; 9 pułk ułanów                  | 25 DS                   |
| 19 sierpnia 1920(dts)    | Żółtańce            |                          | 1 Dywizja Jazdy                                 | 6 DK, 4 i 14 DS         |
| 22 sierpnia 1920(dts)    | Żurominek           |                          | 9 Brygada Jazdy                                 | 53 DS                   |